# Luogotenente governatore (Canada)

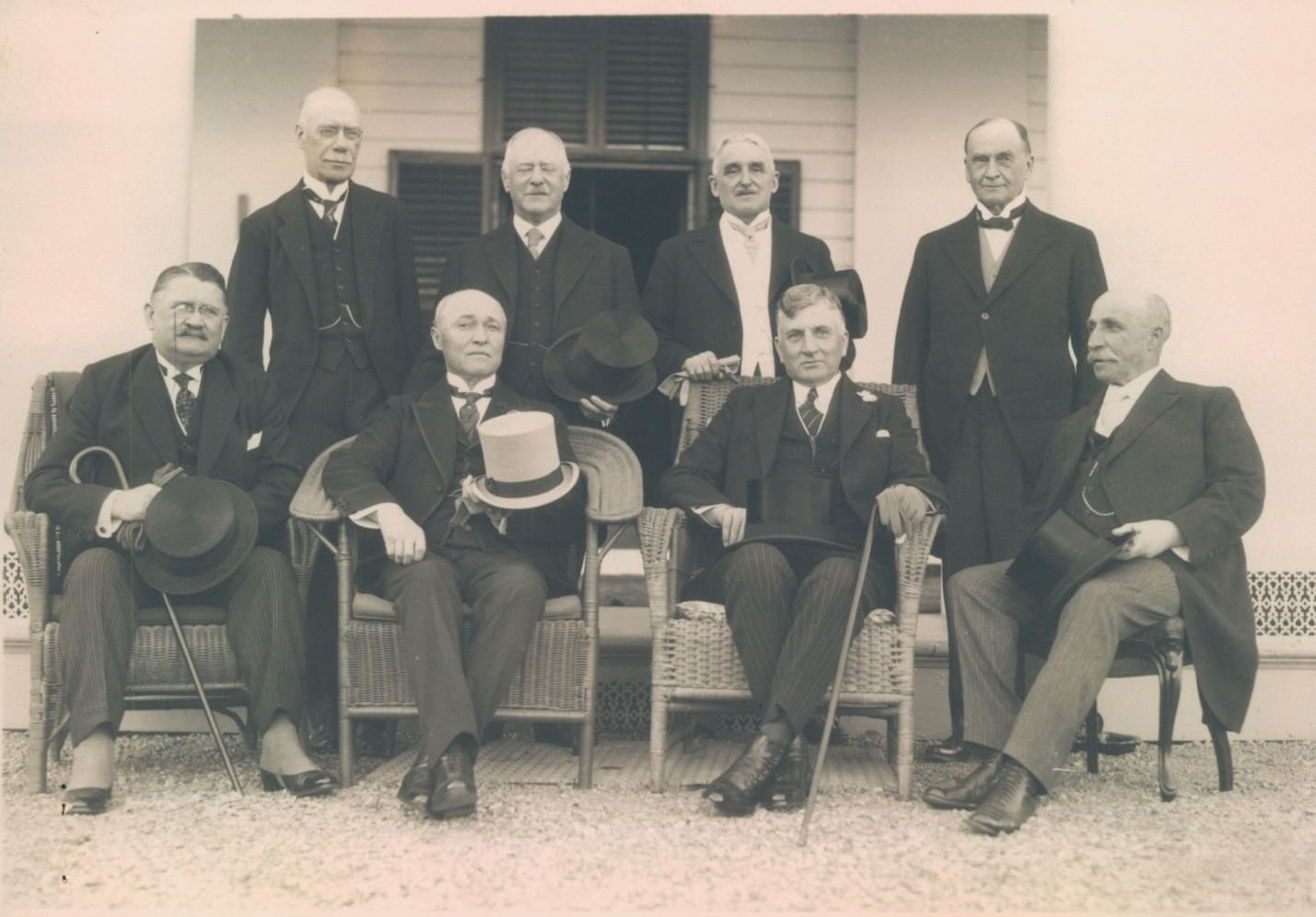
Una riunione dei luogotenenti governatori del Canada nel settembre 1925; in piedi, da sinistra a destra: Henry William Newlands (Saskatchewan), Walter Cameron Nichol (Columbia Britannica), Frank Richard Heartz (Isola del Principe Edoardo), James Albert Manning Aikins (Manitoba); seduti, da sinistra a destra: James Robson Douglas (Nuova Scozia), Narcisse Pérodeau (Québec), Henry Cockshutt (Ontario) e William Frederick Todd (Nuovo Brunswick); (assente: Robert Brett (Alberta)

In Canada, un luogotenente generale (inglese: lieutenant governor; francese: lieutenant-gouverneur) è il rappresentante vicereale in una giurisdizione provinciale del monarca e capo di stato canadese,  il Re Carlo III. Su consiglio del suo primo ministro, il Governatore generale del Canada nomina i luogotenenti governatori per eseguire la maggior parte dei doveri costituzionali e cerimoniali del monarca per un periodo indeterminato di tempo — noto come servizio "a piacere di Sua Eccellenza" (at His Excellency's Pleasure) — benché cinque anni sia la normale convenzione. Posizioni simili nei tre territori del Canada sono denominati commissari e sono, tuttavia, rappresentanti del governo federale, non direttamente del monarca.

## Storia
Gli uffici hanno le loro radici nei governatori coloniali della Nuova Francia e dal Nord America Britannico del XVI e XVII secolo, benché le attuali incarnazioni delle posizioni siano emerse con la Confederazione canadese e la Legge sul Nord America Britannico nel 1867, che definiva gli uffici vicereali come il "Luogotenente governatore della Provincia agente a questo riguardo mediante e con il consiglio del Consiglio esecutivo". Tuttavia, i posti rappresentavano ancora in definitiva il governo del Canada (cioè, il "Governatore generale in Consiglio" (Governor-General-in-Council) fino alla decisione nel 1882 di Lord Watson del Comitato giudiziario del Consiglio privato nel caso di Maritime Bank v. Receiver-General of New Brunswick, dopo la quale i luogotenenti governatori furono riconosciuti come i rappresentanti diretti del monarca. In base alla Legge costituzionale del 1982, qualsiasi emendamento costituzionale che riguarda la Corona, inclusi gli uffici dei luogotenenti generali, richiede il consenso unanime di ciascuna legislatura (assemblea legislativa) provinciale come pure del parlamento federale.

## Selezione e nomina
A differenza del viceré federale, i luogotenenti governatori canadesi sono stati dal 1867, se non nati in Canada, perlomeno da lungo tempo residenti in Canada e non appartenenti alla parìa, anche se un certo numero, fino alla risoluzione Nickle nel 1919, fu nominato cavaliere. Anche se era richiesto dai principi della monarchia costituzionale che fossero imparziali durante il loro mandato, i luogotenenti governatori sono stati spesso ex politici e alcuni sono tornati alla politica dopo il loro servizio vicereale. I governatorati luogotenenziali canadesi sono stati usati anche per promuovere le donne e le minoranze in una posizione di rilievo: La prima donna viceré in Canada fu Pauline Mills McGibbon, luogotenente governatrice dell'Ontario dal 1974 al 1980, e molte donne hanno prestato servizio sia in quella provincia che in altre. Ci sono stati due neri (Lincoln Alexander e Mayann E. Francis) e diversi luogotenenti governatori aborigeni. Norman Kwong, luogotenente governatore dell'Alberta dal 2005 al 2010, era sino-canadese e David Lam, il luogotenente governatore della Columbia Britannica dal 1988 al 1995, era di origine hongkonghese. L'ex luogotenente governatrice del Québec, Lise Thibault, usava una sedia a rotelle, mentre David Onley, ex luogotenente governatore dell'Ontario, ebbe la poliomielite da bambino e usava le stampelle o uno scooter.
I luogotenenti governatori sono nominati dal Governatore generale del Canada su consiglio del primo ministro. Dal 2012, il Comitato consultivo per le nomine vicereali ha deliberato sui candidati per i futuri posti vacanti e ha preparato una lista ristretta, non vincolante, di candidati per il primo ministro da prendere in considerazione. Non vi è alcun requisito costituzionale o prassi costante per il Primo ministro di consultare il premier della provincia sulla nomina del luogotenente governatore.
L'investitura ufficiale del luogotenente governatore designato avviene nel corso di una cerimonia solenne presso l'assemblea legislativa provinciale, alla presenza delle più alte cariche istituzionali della provincia e del governatore generale o di un suo delegato. Il designato assume la carica dopo aver prestato tre giuramenti consecutivi: il giuramento di fedeltà, il giuramento di ufficio come luogotenente governatore e il giuramento come custode del grande sigillo della provincia. A un certo punto nel primo anno del loro mandato, i neo luogotenenti governatori saranno poi invitati ad un'udienza personale con il monarca.

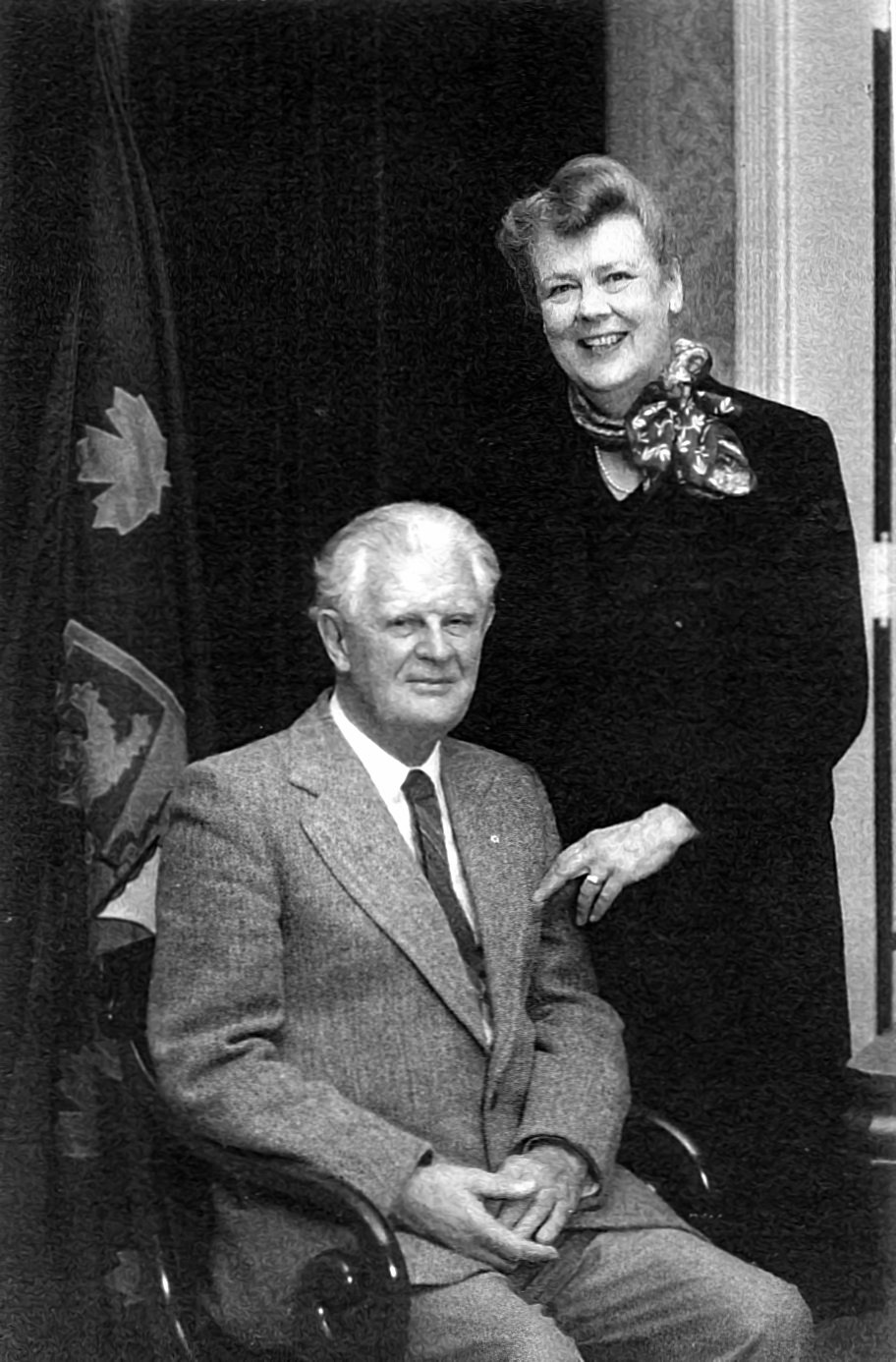
George Stanley (a sinistra), ideatore della bandiera nazionale canadese e luogotenente governatore del Nuovo Brunswick dal 1981 al 1987, con sua moglie, Ruth

Anche se i titolari sono costituzionalmente obbligati a servire per almeno cinque anni, a meno che il parlamento federale accetti di rimuovere l'individuo dall'incarico, i luogotenenti governatori tecnicamente agiscono ancora "a piacere del Governatore generale", il che significa che il primo ministro può raccomandare al governatore generale che un luogotenente governatore rimanga al servizio della Corona per un periodo di tempo più lungo, a volte superiore a più di dieci anni, salvo dimissioni o eventi imprevedibili (ad esempio la morte della persona).
Il governatore generale ha anche il potere di nominare una persona come "amministratore", per agire al posto di un luogotenente governatore che sia impossibilitato a farlo, ad esempio a causa di malattia o assenza dalla provincia, mentre non potrebbe sostituirlo in caso di impossibilità assoluta (ad esempio in caso di decesso). Dal 1953, la prassi è stata che il primo magistrato della provincia ha un incarico permanente di agire come amministratore.

## Ruolo

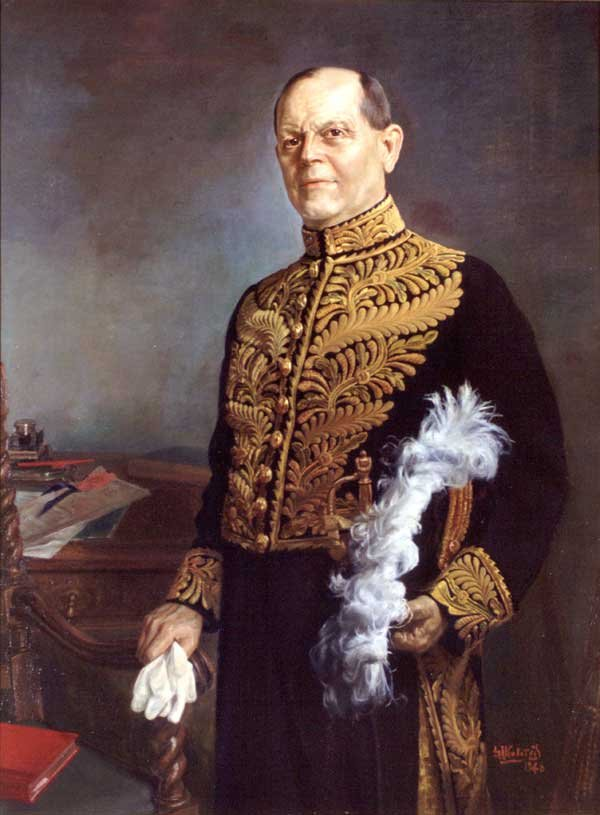
Ray Lawson, luogotenente governatore dell'Ontario dal 1946 al 1952, indossa l'uniforme di seconda classe

Poiché il monarca canadese è condiviso equamente tra le dieci province del Canada, come pure il reame federale, e il sovrano vive prevalentemente fuori dai confini del Canada, un compito primario dei luogotenenti governatori è di svolgere i doveri costituzionali del sovrano in sua vece, agendo entro i principi della democrazia parlamentare e del governo responsabile come garante della continuità e dalla stabilità del governo e come salvaguardia imparziale contro l'abuso di potere. L'ufficio è il centro dell'autorità in una provincia.
Per la maggior parte, tuttavia, i poteri della Corona sono esercitati su base giornaliera da individui eletti e nominati, lasciando i luogotenenti governatori a svolgere i vari compiti cerimoniali che esegue altrimenti il sovrano quando è nel paese; in tale momento, un luogotenente governatore ridurrà le sue apparizioni pubbliche, benché la presenza del monarca non comprometta la capacità di alcun luogotenente governatore di svolgere ruoli governativi.

### Ruolo costituzionale
Benché il monarca mantenga tutto il potere esecutivo, legislativo e giudiziario nel e sul Canada, ai luogotenenti governatori è permesso di esercitarne la maggior parte, inclusa la prerogativa reale, in nome del sovrano, come enunciato in varie leggi della Costituzione, anche se la maggior parte ruotano intorno alle clausole originali della Parte V della Legge costituzionale del 1867. Anche se continuano ad essere nominati dal governatore generale, i luogotenenti governatori sono considerati rappresentanti diretti del sovrano. In una provincia, perciò, è il luogotenente governatore che è tenuto a nominare le persone del consiglio esecutivo (o gabinetto) e la convenzione impone che il luogotenente governatore debba poi trarre da loro un individuo che funga da primo ministro della provincia — in quasi tutti i casi il membro dell'assemblea legislativa che ottiene la fiducia della legislatura. Questo gruppo di ministri della Corona è incaricato teoricamente di fornire assistenza al viceré nell'esercizio della prerogativa reale, un'intesa chiamata la "Regina in Consiglio" (Queen-in-Council) o, più specificamente, il "Governatore in Consiglio" (Governor-in-Council), nella cui veste il luogotenente governatore emanerà i proclami reali e gli ordini del consiglio. Io consiglio prestato dal gabinetto è, al fine di assicurare la stabilità di governo, tipicamente vincolante; il viceré, tuttavia, in circostanze eccezionali può invocare i poteri di riserva, che rimangono il controllo finale della Corona contro l'abuso di potere di un ministro.

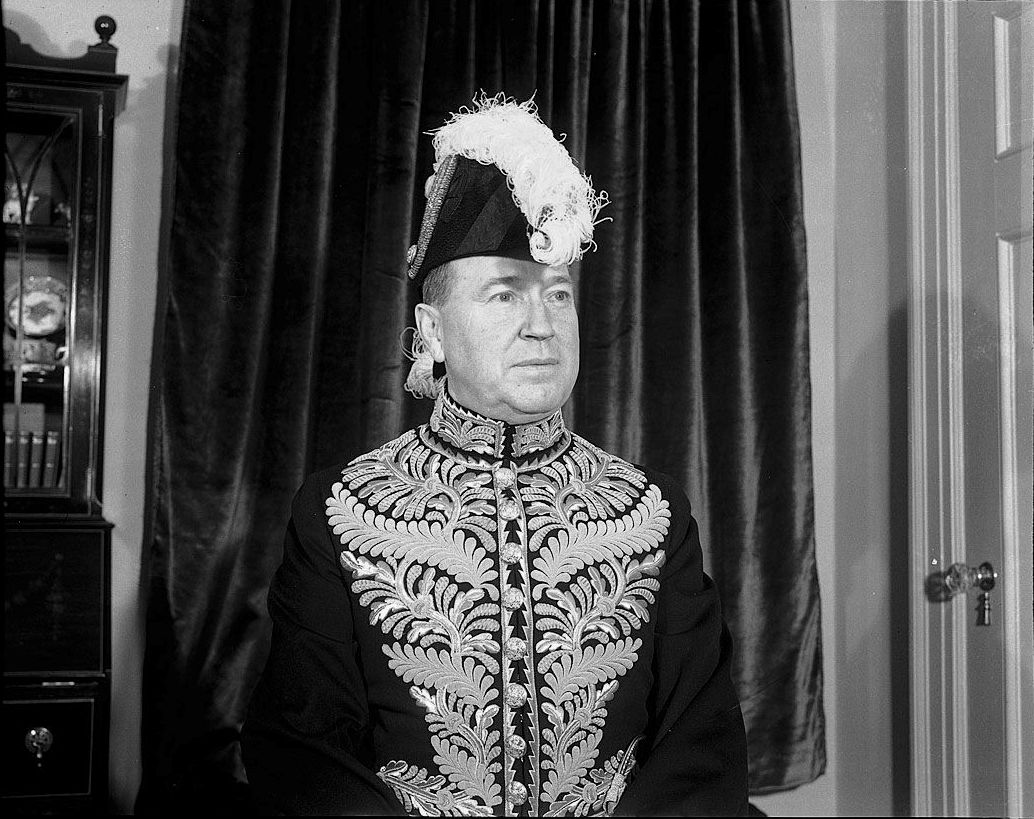
Albert Edward Matthews, luogotenente governatore dell'Ontario, che Mitchell Hepburn evitò completamente durante tutto il servizio di quest'ultimo come primo ministro dell'Ontario

Il luogotenente governatore ha inoltre importanti funzioni costituzionali in relazione all'assemblea legislativa provinciale, che ha il potere di convocare, prorogare o sciogliere. Il viceré espleta inoltre convenzionalmente gli altri doveri parlamentari in nome del sovrano: sanzionare i progetti di legge, adottare i decreti e accordare l'approvazione preliminare ai progetti di legge finanziaria. Il luogotenente governatore è incaricato anche di ricevere il giuramento del primo ministro provinciale.
La Legge costituzionale del 1867 accorda al luogotenente governatore il diritto di rifiutare la sanzione regia a un progetto di legge o, per mezzo del potere di riserva, di sottoporla all'accordo del governo federale. Questi poteri, frequentemente utilizzati all'inizio della Confederazione, sono oggi caduti in desuetudine. Per quanto riguarda il rifiuto della sanzione, l'ultimo caso fu nel 1945, mentre la riserva fu esercitata l'ultima volta nel 1961.

### Ruolo cerimoniale

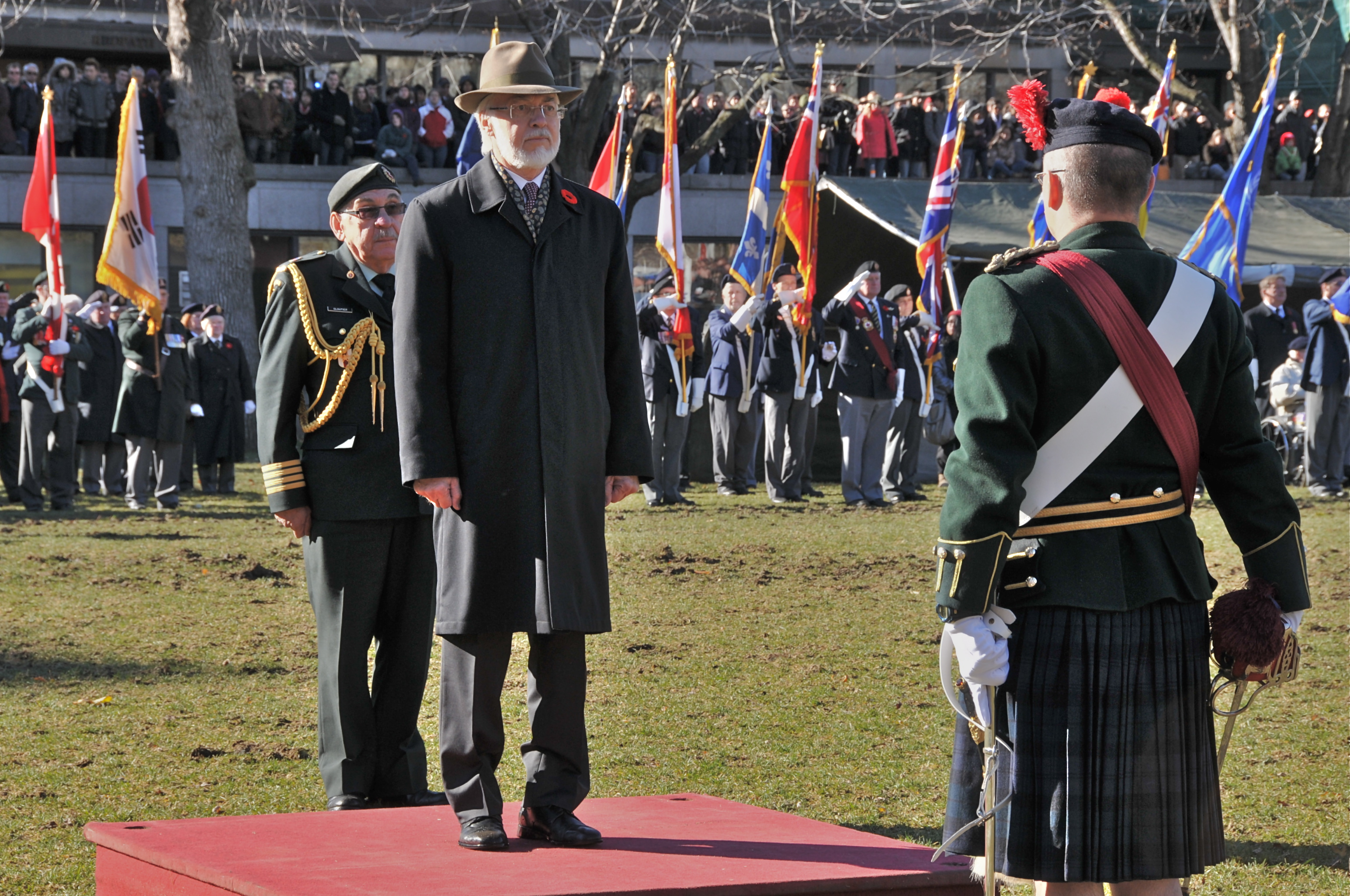
Il luogotenente governatore del Québec Pierre Duchesne riceve il saluto vicereale nelle cerimonie del Remembrance Day nel 2010

Con la maggior parte delle funzioni costituzionali affidate al gabinetto, un luogotenente governatore agisce in una veste prevalentemente cerimoniale, espletando alcuni dei compiti rituali normalmente associati ai capi di stato e simboleggiando così la sovranità delle province all'interno della Confederazione. In questo senso, si dice che i viceré provinciali siano, a parte il Québec, "un centro degli ideali della comunità e un rafforzamento dell'identità provinciale".
Il luogotenente governatore svolge quindi anche un ruolo di rappresentanza, ospitando i membri della famiglia reale canadese in visita, nonché i reali e i capi di stato stranieri, e promuovendo l'unità e l'orgoglio nazionale. I luogotenenti governatori assegnano anche vari premi, solitamente ai cittadini che si sono distinti in particolari campi dell'arte, della cultura o della promozione dei valori e delle tradizioni delle rispettive province.

## Attuali governatori provinciali
Ad ottobre 2023, i luogotenenti governatori in carica sono i seguenti.

### Luogotenenti governatori
| Provincia                                                | Nome                  | Entrata in carica |
| -------------------------------------------------------- | --------------------- | ----------------- |
| Luogotenente governatore dell'Alberta                    | Salma Lakhani         | 26 agosto 2020    |
| Luogotenente governatore della Columbia Britannica       | Janet Austin          | 24 aprile 2018    |
| Luogotenente governatore dell'Isola del Principe Edoardo | Antoinette Perry      | 20 ottobre 2017   |
| Luogotenente governatore del Manitoba                    | Anita Neville         | 24 ottobre 2022   |
| Luogotenente governatore del Nuovo Brunswick             | Brenda Murphy         | 8 settembre 2019  |
| Luogotenente governatore della Nuova Scozia              | Arthur Joseph LeBlanc | 28 giugno 2017    |
| Luogotenente governatore dell'Ontario                    | Elizabeth Dowdeswell  | 23 settembre 2014 |
| Luogotenente governatore del Québec                      | Michel Doyon          | 24 settembre 2015 |
| Luogotenente governatore del Saskatchewan                | Russell Mirasty       | 17 luglio 2019    |
| Luogotenente governatore dei Terranova e Labrador        | Judy Foote            | 3 maggio 2018     |

### Commissari
| Provincia                                | Nome           | Entrata in carica |
| ---------------------------------------- | -------------- | ----------------- |
| Commissario dei Territori del Nord-Ovest | Margaret Thom  | 18 settembre 2017 |
| Commissario del Nunavut                  | Eva Aariak     | 14 gennaio 2021   |
| Commissario dello Yukon                  | Adeline Webber | 31 maggio 2023    |

### Annotazioni
1. ↑  Robert Brett funse da luogotenente governatore dell'Alberta tra il 1915 e il 1925 e Lise Thibault servì da luogotenente governatore del Québec dal 1997 al 2007.
2. ↑  Il luogotenente governatore dell'Alberta John C. Bowen nel 1937 rifiutò di concedere la sanzione regia a tre progetti di legge approvati dal governo provinciale di William Aberhart in quanto ritenuti incostituzionali,[39] e il luogotenente governatore del Saskatchewan Frank Lindsay Bastedo nel 1961 riservò la sanzione sulla Legge per la modifica dei contratti minerari, trasmettendola, invece, al Governatore generale per una valutazione.[40]

### Fonti
1. ↑   Victoria, Constitution Act, 1867, V.58, Westminster, Queen's Printer, 29 marzo 1867. URL consultato il 15 gennaio 2009.
2. ↑  Victoria 1867, V.66.
3. ↑   John T. Saywell, The Office of Lieutenant Governor: A Study in Canadian Government and Politics, Toronto, University of Toronto Press, 1957,  pp. 13–14.
4. ↑   Jason Kenney, Talking Points for The Honourable Jason Kenney, Queen's Printer for Canada, 23 aprile 2007. URL consultato il 14 maggio 2009 (archiviato dall'url originale l'11 giugno 2011).
5. ↑   David E. Smith, The Invisible Crown, Toronto, University of Toronto Press, 1995,  p. 8, ISBN 0-8020-7793-5.
6. ↑   William Watson, Maritime Bank v. Receiver-General of New Brunswick (PDF), in Michael Jackson (a cura di), Golden Jubilee and Provincial Crown, Canadian Monarchist News, vol. 7, n. 3, Monarchist League of Canada, 2003, pubblicato a Toronto  [1892, scritto a Londra],  p. 6. URL consultato l'11 giugno 2009 (archiviato dall'url originale l'8 luglio 2009).
7. ↑   Kevin S. MacLeod, A Crown of Maples (PDF), 1ª ed., Ottawa, Queen's Printer for Canada, 2008,  p. 16, ISBN 978-0-662-46012-1.
8. ↑   Committee willl select candidates for vice-regal appointments, in The Canadian Press, CTV News, 5 novembre 2012.
9. ↑   New Advisory Committee on Vice-Regal Appointments, su pm.gc.ca, Prime Minister of Canada, 4 novembre 2012 (archiviato dall'url originale il 5 ottobre 2013).
10. ↑   D. Michael Jackson, The Crown and Canadian Federalism,  p. 127.
11. ↑   The Manual of Official Procedure of the Government of Canada (PDF), su jameswjbowden.files.wordpress.com.
12. ↑  Victoria 1867, V.61.
13. ↑   Kenneth Munro, The Maple Crown in Alberta: The Office of Lieutenant Governor, Victoria, Trafford, 2005, ISBN 978-1-4120-5317-4.
14. ↑  Victoria 1867, V.59.
15. ↑   Part I (PDF), in Canada Gazette, Extra 139, n. 8, 27 settembre 2005,  p. 1. URL consultato il 2 giugno 2009.
16. ↑  Victoria 1867, V.67.
17. ↑  John T. Saywell, The Office of the Lieutenant-Governor, edizione riveduta, Toronto, Copp, Clark Pitman, 1986, p. 170, citando documenti del Dipartimento di Stato, Ottawa.
18. ↑   Office of the Lieutenant Governor of Ontario, Protocol and Ceremony > Administrator, su lt.gov.on.ca, Queen's Printer for Ontario. URL consultato il 17 giugno 2009 (archiviato dall'url originale il 12 giugno 2011).
19. ↑   Office of the Lieutenant Governor of Quebec, Roles and Functions > Administrator of the Government, su lieutenant-gouverneur.qc.ca, Éditeur officiel du Québec. URL consultato il 19 giugno 2009 (archiviato dall'url originale il 12 ottobre 2009).
20. ↑   Legislative Assembly of Alberta, Public Information > Lieutenant Governors > The Office of Lieutenant Governor, su assembly.ab.ca, Queen's Printer for Alberta. URL consultato il 23 giugno 2009.
21. ↑   Edward Roberts, Ensuring Constitutional Wisdom During Unconventional Times (PDF), in Canadian Parliamentary Review, vol. 23, n. 1, Ottawa, Commonwealth Parliamentary Association, 2009,  p. 15. URL consultato il 21 maggio 2009 (archiviato dall'url originale il 26 aprile 2012).
22. ↑   Kevin S. MacLeod, A Crown of Maples (PDF), 1ª ed., Ottawa, Queen's Printer for Canada, 2008,  pp. 16, 20, ISBN 978-0-662-46012-1.
23. ↑   Jeremy Webber, The Legality of a Unilateral Declaration of Independence under Canadian Law (PDF), in The McGill Law Journal, vol. 42, n. 2, Montreal, McGill University, 1997,  p. 288. URL consultato il 3 marzo 2011 (archiviato dall'url originale il 6 luglio 2011).
24. ↑   Department of National Defence, The Honours, Flags and Heritage Structure of the Canadian Forces (PDF), Ottawa, Queen's Printer for Canada, 1º aprile 1999,  pp. 1A–3, A-AD-200-000/AG-000. URL consultato il 23 maggio 2009 (archiviato dall'url originale il 25 marzo 2009).
25. ↑  Victoria 1867, III.9, IV.17.
26. 1 2  MacLeod 2008, p. 17.
27. ↑  Victoria 1867, V
28. ↑  Victoria 1867, V.63.
29. ↑   Privy Council Office, Council Office > Information Resources > Queen's Privy Council for Canada - Facts, su pco-bcp.gc.ca, Queen's Printer for Canada. URL consultato il 15 ottobre 2009 (archiviato dall'url originale il 6 giugno 2011).
30. ↑   Edward McWhinney, The Governor General and the Prime Ministers, Vancouver, Ronsdale Press, 2005,  pp. 16–17, ISBN 1-55380-031-1.
31. ↑   Noel Cox, Black v Chrétien: Suing a Minister of the Crown for Abuse of Power, Misfeasance in Public Office and Negligence, in Murdoch University Electronic Journal of Law, vol. 9, n. 3, Perth, Murdoch University, settembre 2002,  p. 12. URL consultato il 17 maggio 2009.
32. ↑   R. MacGregor Dawson e W. F. Dawson, Democratic Government in Canada, 5ª ed., Toronto, Buffalo, Londra, University of Toronto Press, 1989,  pp. 68-69, ISBN 0-8020-6703-4.
33. ↑   Eugene Forsey, How Canadians Govern Themselves (PDF), 6ª ed., Ottawa, Queen's Printer for Canada, 2005,  pp. 4, 34, ISBN 0-662-39689-8. URL consultato il 14 maggio 2009 (archiviato dall'url originale il 25 marzo 2009).
34. ↑   Library and Archives Canada, Politics and Government > By Executive Decree > The Governor General, su collectionscanada.gc.ca, Queen's Printer for Canada. URL consultato il 18 maggio 2009 (archiviato dall'url originale il 5 gennaio 2010).
35. ↑   Office of the Governor General of Canada, Governor General of Canada: Role and Responsibilities of the Governor General, su gg.ca, Queen's Printer for Canada. URL consultato il 18 maggio 2009 (archiviato dall'url originale l'11 dicembre 2007).
36. 1 2   Peter John Boyce, The Queen's Other Realms: The Crown and Its Legacy in Australia, Canada and New Zealand, Sydney, Federation Press, 2008,  p. 102, ISBN 9781862877009.
37. ↑  Victoria 1867, V.1.82.
38. ↑  Victoria 1867, IV.55.
39. ↑   Speaker of the Legislative Assembly of Alberta, The Citizen's Guide to the Alberta Legislature (PDF), Queen's Printer for Alberta,  p. 7. URL consultato il 29 luglio 2007.
40. ↑   Michael Jackson, Bastedo, Frank Lindsay (1886–1973), in The Encyclopedia of Saskatchewan, University of Regina, 2006. URL consultato il 18 maggio 2009 (archiviato dall'url originale il 24 maggio 2013).
41. ↑   John G. Diefenbaker, One Canada: The Years of Achievement, 1957–1962, II, Toronto, Macmillan of Canada, 1976,  p. 56, ISBN 978-0-333-23516-4.
42. ↑   Department of Canadian Heritage, Canada: Symbols of Canada, Ottawa, Queen's Printer for Canada, 2008,  p. 4 (archiviato dall'url originale l'11 gennaio 2014).
43. ↑   Peter Boyce, The Queen's Other Realms: The Crown and its Legacy in Australia, Canada and New Zealand, Sydney, Federation Press, 2008,  p. 100, ISBN 978-1-86287-700-9.